# 阿拉瓜州
阿拉瓜州（西班牙語：Estado Aragua）是委內瑞拉北部的一個州，北臨加勒比海，西臨巴倫西亞湖。面積7,014平方公里，2007年人口1,665,200人。首府馬拉凱。
1899年建州。下分十八個自治市。